# Kortelisy
Kortelisy (ukr. Кортеліси) – wieś na Ukrainie, w obwodzie wołyńskim, w rejonie kowelskim.

## Historia
Wieś królewska Kortylesy położona była w pierwszej połowie XVII wieku w starostwie niegrodowym ratneńskim w ziemi chełmskiej województwa ruskiego. W czasach istnienia II Rzeczypospolitej miejscowość wchodziła w skład gminy wiejskiej Górniki w powiecie kowelskim województwa wołyńskiego.

### Okres II wojny światowej
23 września 1942 Kortelisy zostały kompletnie zniszczone, a prawie cała ludność wsi (2892 osoby) wymordowana przez Niemców. Ofiarą tej samej akcji pacyfikacyjnej padły również sąsiednie wsie Borki, Zabłocie i Borysówka. Zbrodni dokonała zapasowa kompania policyjna Nürnberg z 15 Pułku Policyjnego SS. Zgodnie z wydanym 22 września 1942 rozkazem dowódcy batalionu majora Goldinga kompania Nūrnberg miała zniszczyć następnego dnia wieś Kortelisy. Dyrektywę co do egzekucji wydano ustnie. Zwierzęta gospodarskie i cały majątek zniszczonej wsi miały być wywiezione. Zachował się raport dowódcy kompanii Nürnberg Oberleutnanta Glucksa z wykonania rozkazu. Według raportu wieś została otoczona kordonem policji o 4.35, a 5.30 rozpoczęła się pacyfikacja. Cała ludność wsi została zegnana do jej centrum pod pretekstem zebrania. Ofiary były nieświadome sytuacji i partiami konwojowane do pięciu miejsc egzekucji za wsią. Odgłos wystrzałów oprawcy zagłuszali zapuszczonymi silnikami samochodowymi. Po rozstrzelaniu mężczyzn rozstrzelano kobiety i dzieci. Egzekucja rozpoczęła się o 9.00, a zakończyła o 16.25.
Zdaniem ukraińskich naukowców: politologa Ołeksija Martynowa i historyka Adolfa Kondrackiego zbrodni dokonał 201 Batalion Schutzmannschaft złożony z kolaborującymi z Niemcami nacjonalistów ukraińskich, a mieszkańcy wsi zostali spaleni żywcem.
Zdaniem prof. Stepana Makarczuka z Uniwersytetu Lwowskiego rzeczywista liczba ofiar zbrodni nie przekracza 1650 osób, co potwierdzają listy imienne znajdujące się w muzeum w Kortelisach.
Według niektórych historyków ukraińskich (Anatilij Rusnaczenko, Łew Szankowśkyj, Wołodymyr Kosyk) 2 maja 1943 roku pod Kortelisami zginął Viktor Lutze, jednak Per Anders Rudling uważa to za propagandową mistyfikację ukraińskich nacjonalistów.

### Kortelisy w drugiej połowie XX wieku
Po wojnie wieś odbudowano i włączono do niej pobliskie chutory: Derackie, Dołhasowo, Doroszewo, Jasielowo, Ladeć, Polesie, Siżeń, Sosnówka. W drugiej połowie XX wieku bagnisty teren wokół wsi został poddany melioracji.

## Upamiętnienie pacyfikacji Kortelisów
We wsi znajduje się memoriał „Ofiarom faszyzmu”, w którym eksponowane są:
- rozkaz zniszczenia wsi wydany przez dowódcę III batalionu 15 pułku policyjnego

15 pułk policyjny/3 batalion 22 września 1942 Tajne. Rozkaz operacyjny zniszczenia wsi. 1. 23 września 1942 batalion zniszczy rozmieszczone w rejonie na północny wschód od Mokran zarażone bandycką zarazą wsie: Borki, Zabłocie i Borysówkę. Kompania Nürnberg zniszczy Kortelisy. (…) 5. Początek operacji: 23 września 1942 o 5.30. Do 4.35 osady powinny być otoczone. 6. Operację przeprowadzić zgodnie z moimi wytycznymi, przekazanymi podczas omówienia warunków z oficerami 21 września 1942. 7. Konfiskatę pogłowia bydła, inwentarza gospodarskiego, zapasów chleba i innego mienia gospodarskiego przeprowadzić zgodnie z moimi wskazówkami ustnymi. 8. Dla wywozu mienia określonego w pkt.7 kompania powinna zorganizować tabor podwód wiejskich i przemieścić je na niewielką odległość od miejsca akcji (wytyczne o tym wydane ustnie).

- raport dowódcy niemieckiej jednostki pacyfikacyjnej Oberleutnanta Glucksa o wykonaniu rozkazu zniszczeniu wsi

Operację zniszczenia bolszewicko-partyzanckiej wsi Kortelisy i chutorów przeprowadziłem w pełnej zgodzie z waszym rozkazem i ustnymi wytycznymi (…) 23 września 1942 o godz. 4.35 Kortelisy z chutorami zostały otoczone kordonem policjantów. By zapobiec zwykłej panice wydałem policjantom tylko po jednym naboju. Rozkazałem: wszystkich wygnać do centrum wsi na zebranie. Zachowywałem się tak spokojnie, że mój spokój udzielił się podkomendnym i ofiarom i to zagwarantowało powodzenie. (…) Udało mi się pochwycić i konwojować na miejsce egzekucji wszystkich mieszkańców Kortelis i chutorów. Wszystkich, bez wyjątku. Ustawiłem lekkie karabiny maszynowe na dogodnej pozycji. Jako celowniczych wyznaczyłem doświadczonych wybranych przez mnie żołnierzy, których zmieniałem co 30 minut. Egzekucję prowadziłem w pięciu miejscach jednocześnie, zagłuszając karabiny maszynowe warkotem silników samochodowych. Najpierw rozstrzelałem młodych mężczyzn, którzy mogli stawiać opór. Egzekucja kobiet i dzieci przeszła bez jakichkolwiek komplikacji. (…) Egzekucja rozpoczęła się o 9.00, a zakończyła o 16.25 tego samego dnia. Wasz rozkaz został w pełni wykonany. Kompania Nürnberg nie ma strat. Jeden szofer po wykonaniu rozkazu zachorował-atak wrzodu żołądka. Wykorzystano naboi: 4321 (cztery tysiące trzysta dwadzieścia jeden). Jeden karabin maszynowy potrzebuje naprawy z powodu nadmiernego przegrzania.

W 1981 roku Wołodymyr Jaworywśkyj napisał powieść o tragedii wsi Вічні Кортеліси, za którą w 1984 został nagrodzony Nagrodą Państwową USRR im. Tarasa Szewczenki.
Do 2020 w rejonie ratnieńskim.